# Fanzara
Fanzara é um município da Espanha na província de Castelló, Comunidade Valenciana. Tem 35 km² de área e em 2021 tinha 273 habitantes (densidade: 7,8 hab./km²).
Fanzara é uma povoação atravessada pelo rio Mijares, rodeada de montanhas. Boa parte dos seus 34,5 quilómetros quadrados de superfície está povoada por grandes extensões de bosque, pertencente ao Parque Nacional da Serra de Espadán.
Existiu o projeto da Câmara Municipal de ali instalar um depósito de resíduos tóxicos e perigosos. Em 2011 a ideia foi abandonada, após vitória do "Não" da população residente.

## Demografia
| Variação demográfica do município entre 1991 e 2004 | Variação demográfica do município entre 1991 e 2004 | Variação demográfica do município entre 1991 e 2004 | Variação demográfica do município entre 1991 e 2004 |
| --------------------------------------------------- | --------------------------------------------------- | --------------------------------------------------- | --------------------------------------------------- |
| 1991                                                | 1996                                                | 2001                                                | 2004                                                |
| 290                                                 | 282                                                 | 252                                                 | 259                                                 |

## Património
- Museu inacabado de arte urbana - MIAU